# Simón bar Kojba

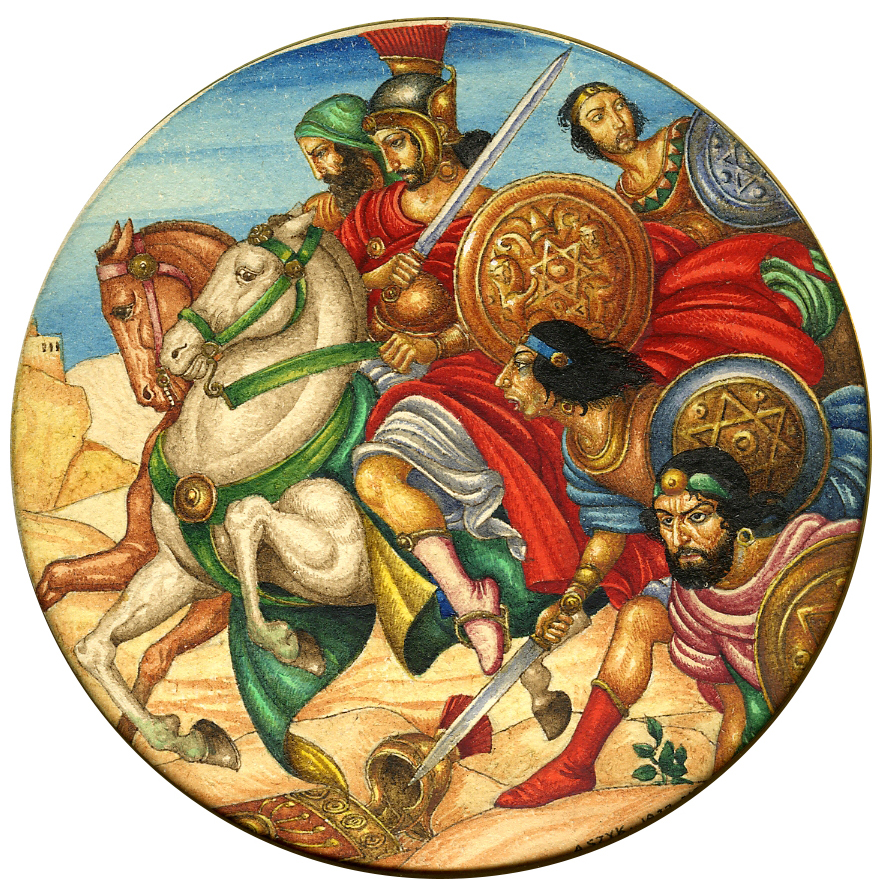
Bar Kochba, acuarela y gouache sobre papel.

Simón bar Kojba o Simon bar Kokhba o Barcokebas o Barcoqueba (en hebreo, שמעון בר כוכבא; m. Betar, 135) fue el líder judío que dirigió en el año 132 la que es conocida como Rebelión de Bar Kojba contra el Imperio romano, estableciendo un estado judío independiente que dirigió durante tres años como Nasí ('Príncipe' o 'Presidente', no es un cargo hereditario), hasta ser derrotado por los romanos en 135. Reprimida la rebelión, Bar Kojba resultó muerto en el asalto final a la fortaleza de Betar.

## Nombre
En las cartas y documentos de su administración, algunos de su puño y letra, aparece en hebreo y arameo como Shim'on o bien como Bar Kos'ba (Sm'wn bn Kwsyb' o br Kwsbh), y también en griego como Simón Chosiba.
El nombre kojba realmente significa 'estrella' y fue el Taná Rabí Akiva, en hebreo עקיבא (c. 50–c. 135), el que lo asoció con el versículo de Números 24:17, «descenderá una estrella de Jacob», una forma metafórica referente al mesías, aunque estas pretensiones mesiánicas no eran del agrado de otras autoridades judías. El apoyo de Akiba a Kojba y a la rebelión le costó ser finalmente ejecutado por el legado romano Quinto Tineyo Rufo.

## Rebelión de Bar Kojba
A pesar de la devastación realizada por los romanos durante la primera guerra judeo-romana (66-70), que dejó a la población y al país en ruinas, y del fracaso de la guerra de Kitos, una serie de medidas represivas de los emperadores romanos provocaron una segunda gran rebelión. Su culminación fueron leyes decretadas por el emperador romano Adriano para helenizar a los judíos, que prohibían el Brit Milá (circuncisión), la lectura de la Torá, la observancia del shabat, las reuniones comunitarias en los beit-kneset, comer matzá, tocar el shofar y las leyes de pureza en la familia.
También se incluyó la reconstrucción y transformación de Jerusalén en una ciudad romana, Aelia Capitolina, con un gran templo a Júpiter en el Monte del Templo, lo que, según Dion Casio, fue lo que encendió la llama de la rebelión.
La segunda rebelión judía se llevó a cabo 60 años después de la primera, restaurando un estado independiente cuya duración fue de tres años. Este estado emitió sus monedas, que tenían inscrita la frase «Año 1 [o 2] de la Redención de Israel». Bar Kojba gobernó con el título de Nasí (נָשִׂיא), que significa "príncipe" o "presidente" (idéntica denominación en hebreo al cargo del actual Presidente del Estado de Israel). y no es un cargo hereditario sino electivo.
La premeditación de esta contienda, a diferencia de las anteriores, muestra un resultado inicial de las tropas romanas muy limitado frente a los rebeldes, debido en buena medida al notable apoyo que la rebelión tuvo entre los nativos judíos, enfrentándose a diferencia de las dos guerras anteriores, a una mayoritaria masa rebelde en mayor o menor medida, cohesionada (a diferencia de la primera rebelión donde Tito se enfrentó a tres ejércitos judíos separados batallando por el control del Monte del Templo, tres semanas después de que los romanos hubieran apostillado las murallas de Jerusalén para llegar al centro). Es posible que incluso una legión romana completa, la XXII Deiotariana, fuera aniquilada. Tales fueron las bajas romanas durante los primeros compases de la contienda que, según Dión Casio (Hist. Rom., 69.14.3), el emperador Adriano, al informar al Senado, no consideró oportuno comenzar con la típica reseña «Yo y las legiones estamos bien». En cuanto a la posible estancia del emperador en el frente de batalla, no están claras las fechas en las que Adriano pudo estar en Judea, pero en cualquier caso no fue a la conclusión de la guerra.
El nuevo Estado solo conoció un año de paz. Roma, durante los años en los que se desarrolló la contienda, intentó enviar a numerosos cuerpos armados de diferentes legiones (contabilizándose la presencia de cuerpos completos con seguridad de la Legio III Cyrenaica, X Fretensis, VI Ferrata, III Gallica, XXII Deiotariana, II Traiana y X Gemina). También, como era usual en cualquier campaña, se recurrió a la llegada de varios vexillatio de diferentes legiones (Legio V Macedonica, Legio XI Claudia, Legio XII Fulminata, Legio IV Flavia Félix). Una voluminosa fuerza, capaz de abortar la peligrosa rebelión judía justo en la frontera más acuciante del Imperio (lindando con la siempre amenazante Partia). Si bien las fuerzas puramente militares sostenidas por el autoproclamado estado, eran sumamente inferiores, la rebelión era apoyada de forma masiva por la población nativa, por lo que las fuerzas judías, engrosaban una cifra a tener en cuenta. Consciente de ello y temiendo una posible guerra de desgaste que pusiera en peligro la estabilidad fronteriza, el hábil Sexto Julio Severo, fue capaz de desarrollar una maniobra de ataque hacia la cadena de suministros, adoptando la clásica tierra quemada, que junto a la problemática de desarrollar un conflicto armado en el propio hogar, iría minando paulatinamente la fortaleza de los rebeldes. En última instancia, Bar Kojba tuvo que refugiarse en la fortaleza de Betar. Los romanos la capturaron finalmente después de aniquilar a sus defensores. De acuerdo a Dion Casio, 580 000 judíos fueron ejecutados, 50 pueblos fortificados y 985 aldeas fueron arrasadas. Jerusalén también fue arrasada, y para evitar el retorno de los judíos, una nueva ciudad romana, Aelia Capitolina, fue construida en su lugar. Bar Kojbá murió al ser tomada Betar después, siguiendo la versión talmúdica, de haber hecho ejecutar por traición a su tío el rabí Eleazar. Según el relato, su cabeza fue enviada al mismo emperador Adriano que, a continuación, reclamó el resto del cuerpo; aunque lo más probable sea que el destinatario de sus restos fuese Sexto Julio Severo, el general al que el emperador había encargado la represión de la revuelta.
Como consecuencia de la guerra, Adriano creó la nueva provincia de Siria Palestina mediante la unión de los distritos de la costa, Judea, Samaria, Galilea y Decápolis. El nombre aludía a la designación geográfica del territorio, derivada de los antiguos filisteos. Aunque algunos autores han visto en ella un intento deliberado de destruir la identidad judía, no hay ninguna evidencia en tal sentido. 
En las últimas décadas ha visto la luz información nueva sobre la rebelión, gracias principalmente al descubrimiento de varias colecciones de manuscritos, algunos escritos posiblemente por el mismo Bar Kojba, en una de las cuevas situadas en las proximidades de Wadi Murabbat, o, según su nombre hebreo, Nahal Hever, los mismos están expuestos en el Museo de Israel.
Por otra parte, recientemente los arqueólogos han descubierto 120 monedas de oro, plata y bronce, que se remontan a la Rebelión de Bar Kojba, llamadas acuñación de la rebelión de Bar Kojba.